# Капеловка
Капеловка (укр. Капелівка) — река во Львовском районе Львовской области Украины. Правый приток реки Думница (бассейн Вислы).
Длина реки около 20 км, площадь бассейна 106 км². Река типично равнинная. Долина широкая, местами заболоченная, поросшая луговой растительностью, прорезанная мелиоративными каналами. Русло слабоизвилистое, во многих местах канализированное.
Берёт начало между селами Зашков и Завадов (вытекает из большого пруда). Течёт преимущественно на восток в пределах Грядового Побужья (юго-западная часть Надбужанской котловины в Малом Полесье), между Куликовской и Грядецкой грядами. Впадает в Думницу на южной окраине села Кукезов.
Главный приток — Млиновка.